# Shiraishi Nagatada

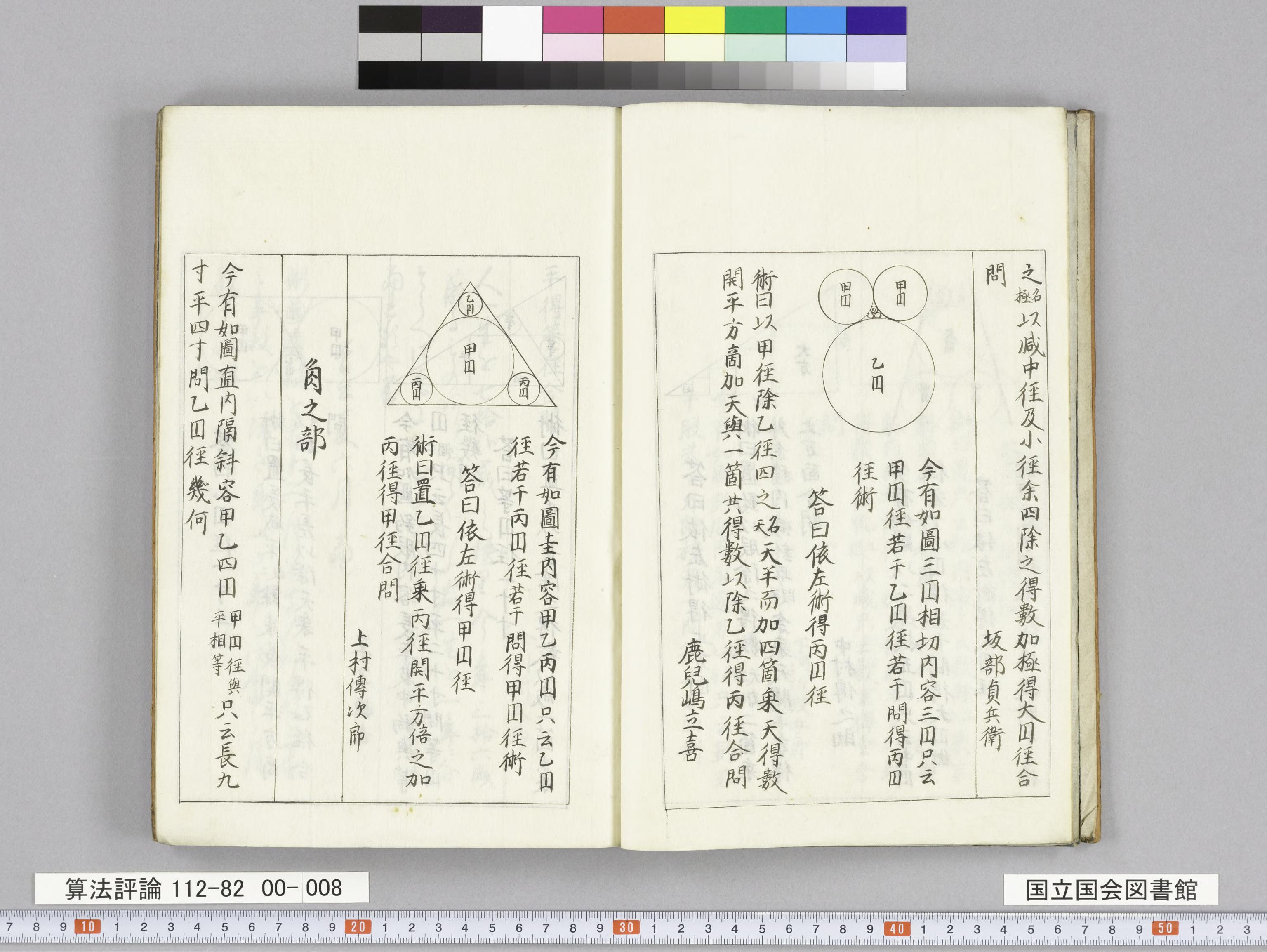
Pages du Shamei sanpu, ouvrage de Shiraishi Nagatada datant de 1826

Shiraishi Nagatada est un nom japonais traditionnel ; le nom de famille (ou le nom d'école) précède donc le prénom (ou le nom d'artiste).
Shiraishi Nagatada (白石 長忠; 1796 - 1862), ou Shiraishi Chōchū (lecture sino-japonaise de son nom), est un mathématicien japonais des Wasan de l'école Seki.
Shiraishi Nagatada est un samouraï au service du daimyō Shimizu, un obligé des Tokugawa. Il publie en 1826 le livre de mathématiques Shamei Sampu (社盟算譜), qui traite principalement des problèmes de Enri (円理, « Principe du cercle »), et contient aussi une solution de l'équation diophantienne {\displaystyle x^{3}+y^{3}+z^{3}=n^{3}}. Il écrit un autre ouvrage, Yuri Mojinzo, qui n'a jamais été imprimé. Yokoyama, Baishu et Kimura Shōju (木村尚寿) font partie de ses étudiants.

## Source de la traduction
- (de) Cet article est partiellement ou en totalité issu de l’article de Wikipédia en allemand intitulé « Shiraishi Nagatada » (voir la liste des auteurs).